# Сиверс, Александр Александрович (нумизмат)
Алекса́ндр Алекса́ндрович Си́верс (родился 27 июля [8 августа] 1866 года, Нижний Новгород, Российская империя — умер 24 сентября 1954 года, Москва, РСФСР, СССР) — русский нумизмат, генеалог, действительный статский советник, камергер.

## Биография
Происходил из рода Сиверсов. Родился в Нижнем Новгороде 27 июля (8 августа) 1866 года в семье тайного советника Александра Александровича Сиверса (10.11.1835, Санкт-Петербург — 23.05.1902, Спасск), управлявшего Нижегородским и Киевским удельными округами; мать, Надежда Петровна Мартос (1845—11.01.1912) происходила из малороссийского рода, владевшего имением Ивахники в Полтавской губернии. Его дед, Александр Иванович Сиверс
Окончил Императорский Санкт-Петербургский университет со степенью кандидата прав (1888) и Санкт-Петербургский археологический институт (1890).
До революции 1917 года служил в Киевской удельной конторе и Главном управлении уделов, в 1911—1912 гг. был начальником Самарского удельного округа, а в 1913 году стал членом Комитета по опеке над имуществом великого князя Михаила Александровича; в 1915—1917 гг. был помощником начальника Главного управления уделов.
После революции и до января 1918 года служил в Отделе национальных сельскохозяйственных предприятий Министерства земледелия для ликвидации дел Уделов.
После убийства Урицкого осенью 1918 года А. А. Сиверс был арестован, но благодаря помощи Остзейского комитета и посла Германии освобождён. В дальнейшем, с 1918 по 1923 год Сиверс работал заместителем заведующего отделением административного и личного состава в Управлении делами Главного управления по архивам. В то же время он состоял в правлении акционерного общества «Огни» и был членом комиссии при Академии наук по изданию сочинений М. М. Сперанского. С 1920 года он был также научным сотрудником Государственной академии материальной культуры и председателем её библиотечной комиссии. В 1922 году в Петрограде была издана работа Сиверса «Топография кладов с пражскими грошами».
В 1923—1928 годах служил старшим помощником хранителя Эрмитажа, помощником хранителя нумизматического отделения; сюда была передана, собранная им нумизматическая коллекция. Кроме того, с 1925 по 1928 год он редактировал печатные издания Эрмитажа, где провёл также большую работу по систематизации и приведению в порядок собрания медалей.
Библиотека Сиверса, насчитывавшая до 6,5 тысяч названий, считалась одной из лучших частных библиотек Санкт-Петербурга - Петрограда - Ленинграда.
В октябре 1928 года Сиверс стал заведующим Русским отделом Библиотеки АН СССР, но уже 20 ноября того же года его арестовали по ложному обвинению и решением ОГПУ от 19 мая 1929 года выслали на три года в Туруханск.
Прожив в ссылке 4 года, Сиверс переехал во Владимир. Не имея права жить в Москве, в июле 1935 года он поселился в Можайске.
В октябре 1941 года эвакуировался в Тарусу, где в 1943 году получил вызов от Наркомпроса в Москву. С января 1944 года и до конца жизни заведовал нумизматическим сектором Государственного исторического музея, который был возрождён его усилиями.
Скончался в Москве 24 сентября 1954 года; похоронен на Введенском кладбище (10 уч.).

## Генеалогические исследования
Основным увлечением А. А. Сиверса была генеалогия, но многие его работы не были изданы. Одна из напечатанных — Родословие Озеровых. (СПб., 1911. — 172 с.). Архив Сиверса после его ареста попал в ГАРФ.

## Семья
В 1891 году он женился на Александре Гастоновне Эшен (14.05.1872, Париж — 26.09.1952, Париж), которая была троюродной племянницей своего мужа. Её родителями были Гастон Александрович Эшен (1842—1919) и Александра Петровна Чебышева (1848—1919) — дочь вице-адмирала Петра Афанасьевича Чебышева (1821—1891) и Юлии Григорьевны Польской, которая, в свою очередь, была дочерью Григория Афанасьевича Польского  (ок. 1784 — 1860) и Вильгельмины Ивановны, урождённой Сиверс (1801—1862) — дочери Ивана Христиановича Сиверса (1774—1843). 
Брак закончился разводом в 1898 году и через год Александра вышла замуж за Николая Борисовича Шереметева (1863—1935), с которым развелась в 1914 году и 15 июля того же года в третий раз вышла замуж — за князя Владимира Алексеевича Вяземского. В 1918 году через Остзейский комитет А. Г. Вяземская хлопотала об освобождении арестованного в Петрограде А. А. Сиверса и после его освобождения, опасаясь ареста, уехала в Киев, а затем вместе с Натальей Брасовой — за границу. Родилась она в Париже и там же скончалась.
В первом браке А. А. Сиверс имел дочь и сына:
- Татьяна (1892—1981), известная мемуаристка Аксакова-Сиверс;
- Александр (28.07.1894, Санкт-Петербург — 28.10.1929, Соловецкий монастырь), был женат[5] на Татьяне Николаевне Юматовой, репрессирован по делу лицеистов.

Через много лет после развода, 25 декабря 1935 года А. А. Сиверс женился второй раз — на Ольге Геннадьевне Шереметевой, урождённой Чубаровой (17.04.1885 — 1941, Москва), дочери капитана Геннадия Александровича Чубарова (1853—1894) и Натальи Александровны, урождённой Хомутовой (1861—1942).